# Jack Fisk

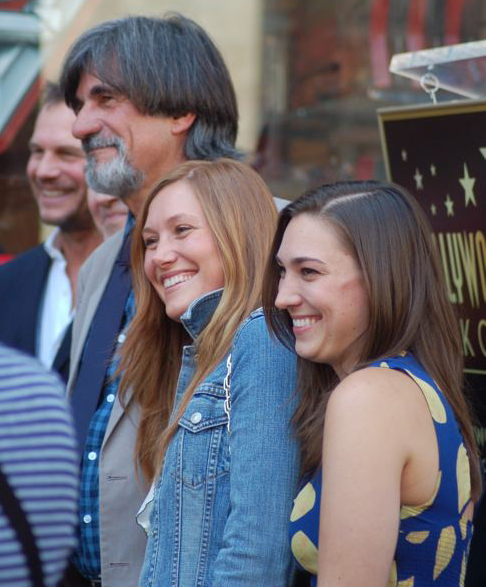
Jack Fisk mit seinen beiden Töchtern (2011)

Jack Fisk (* 19. Dezember 1945 in Canton, Illinois) ist ein US-amerikanischer Szenenbildner und Regisseur.

## Leben und Karriere
Fisk begann seine Karriere in der Filmbranche 1967 mit ungenannten Auftritten in frühen Kurzfilmen des Regisseurs David Lynch, den er seit der gemeinsamen Schulzeit in der Francis C. Hammond High in Alexandria, Virginia kannte. 1977 übernahm Fisk in Lynchs Film Eraserhead die Rolle des Man in the Planet.
Ab 1971 war er bei diversen Filmproduktionen als Künstlerischer Leiter und bald danach auch als hauptverantwortlicher Szenenbildner tätig. 1973 arbeitete er an Terrence Malicks Regiedebüt Badlands – Zerschossene Träume und hat seitdem bis zu Song to Song 2017 bei allen Filmen Malicks das Szenenbild verantwortet. Für David Lynch arbeitete er am Szenenbild von Eine wahre Geschichte – The Straight Story und Mulholland Drive – Straße der Finsternis.
Fisk war dreimal für den Oscar für das Beste Szenenbild nominiert; 2008 gemeinsam mit Jim Erickson für ihre Arbeit an Paul Thomas Anderson Drama There Will Be Blood, 2016 gemeinsam mit Hamish Purdy für das Szenenbild von Alejandro G. Iñárritus Western-Thriller The Revenant – Der Rückkehrer sowie 2024 gemeinsam mit Adam Willis für das Szenenbild von Martin Scorseses Western-Drama Killers of the Flower Moon.
Ab Anfang der 1980er Jahre arbeitete Fisk gelegentlich auch als Regisseur. Er inszenierte unter anderem die Spielfilme Der geheimnisvolle Fremde, Liebe ist nur eine Illusion und Die Erbschleicher.
Fisk ist seit 1974 mit der Schauspielerin Sissy Spacek verheiratet. Die beiden Töchter des Ehepaares, Schuyler Fisk und Madison Fisk, sind ebenfalls in der Filmbranche tätig.

## Filmografie
Künstlerische Leitung
- 1971: Angels Hard as They Come
- 1972: Cool Breeze
- 1973: Männer wie die Tiger (Terminal Island)
- 1973: The Slams
- 1973: Badlands – Zerschossene Träume (Badlands)
- 1974: Messias des Bösen (Messiah of Evil)
- 1976: Das Gesetz sind wir (Vigilante Force)
- 1976: Carrie – Des Satans jüngste Tochter (Carrie)
- 1978: In der Glut des Südens (Days of Heaven)
- 1978: Movie Movie

Szenenbild
- 1974: Das Phantom im Paradies (Phantom of the Paradise)
- 1975: Darktown Strutters
- 1977: Tödliche Spiele (Death Game)
- 1980: Herzschläge (Heart Beat)
- 1998: Der schmale Grat (The Thin Red Line)
- 1999: Eine wahre Geschichte – The Straight Story (The Straight Story)
- 2001: Mulholland Drive – Straße der Finsternis (Mulholland Drive)
- 2005: The New World
- 2007: Invasion (The Invasion)
- 2007: There Will Be Blood
- 2011: Wasser für die Elefanten (Water for Elephants)
- 2011: The Tree of Life
- 2012: The Master
- 2012: To the Wonder
- 2015: Knight of Cups
- 2015: The Revenant – Der Rückkehrer (The Revenant)
- 2016: Voyage of Time: Life's Journey (Dokumentarfilm)
- 2017: Song to Song
- 2022: Causeway
- 2023: Killers of the Flower Moon

Regie
- 1981: Der geheimnisvolle Fremde (Raggedy Man)
- 1986: Liebe ist nur eine Illusion (Violets Are Blue…)
- 1990: Die Erbschleicher (Daddy's Dyin'... Who's Got the Will?)
- 1991: Final Verdict – Berufung ausgeschlossen (Final Verdict, Fernsehfilm)
- 1992: On the Air – Voll auf Sendung (On the Air, Fernsehserie, 2 Episoden)